# J. Leroy Adair
Jackson Leroy Adair (* 23. Februar 1887 in Clayton, Adams County, Illinois; † 19. Januar 1956 in Quincy, Illinois) war ein US-amerikanischer Jurist und Politiker. Zwischen 1933 und 1937 vertrat er den Bundesstaat Illinois im US-Repräsentantenhaus; später wurde er Bundesrichter am Bundesbezirksgericht für den südlichen Distrikt von Illinois.

## Werdegang
Leroy Adair besuchte die öffentlichen Schulen seiner Heimat und danach das Illinois College in Jacksonville. Nach einem anschließenden Jurastudium an der University of Michigan in Ann Arbor und seiner 1911 erfolgten Zulassung als Rechtsanwalt begann er in Muskogee (Oklahoma) in diesem Beruf zu arbeiten. Im Jahr 1913 verlegte er seinen Wohnsitz und seine Anwaltskanzlei nach Quincy in Illinois. Dort arbeitete er auch in der Landwirtschaft. Außerdem stellte er Tiermedikamente für die Viehzucht her. In den Jahren 1914 bis 1916 war Adair städtischer Anwalt in Quincy. Zwischen 1916 und 1920 sowie nochmals von 1924 bis 1928 fungierte er als Staatsanwalt im Adams County. Gleichzeitig schlug er als Mitglied der Demokratischen Partei eine politische Laufbahn ein. Von 1928 bis 1932 gehörte er dem Senat von Illinois an.
Bei den Kongresswahlen des Jahres 1932 wurde Adair im 15. Wahlbezirk von Illinois in das US-Repräsentantenhaus in Washington, D.C. gewählt, wo er am 4. März 1933 die Nachfolge von Burnett M. Chiperfield antrat. Nach einer Wiederwahl konnte er bis zum 3. Januar 1937 zwei Legislaturperioden im Kongress absolvieren. Während seiner Zeit im Kongress wurden dort viele der New-Deal-Gesetze der Bundesregierung unter Präsident Franklin D. Roosevelt verabschiedet. Im Jahr 1935 wurden erstmals die Bestimmungen des 20. Verfassungszusatzes angewendet, wonach die Legislaturperiode des Kongresses jeweils am 3. Januar endet bzw. beginnt.
Im Jahr 1936 verzichtete Leroy Adair auf eine weitere Kandidatur. Vom 27. April 1937 bis zu seinem Tod am 19. Januar 1956 war er als Nachfolger von James Earl Major Richter am United States District Court for the Southern District of Illinois. Sein Sitz fiel danach an Frederick Olen Mercer.